# Wolfgang Blendinger

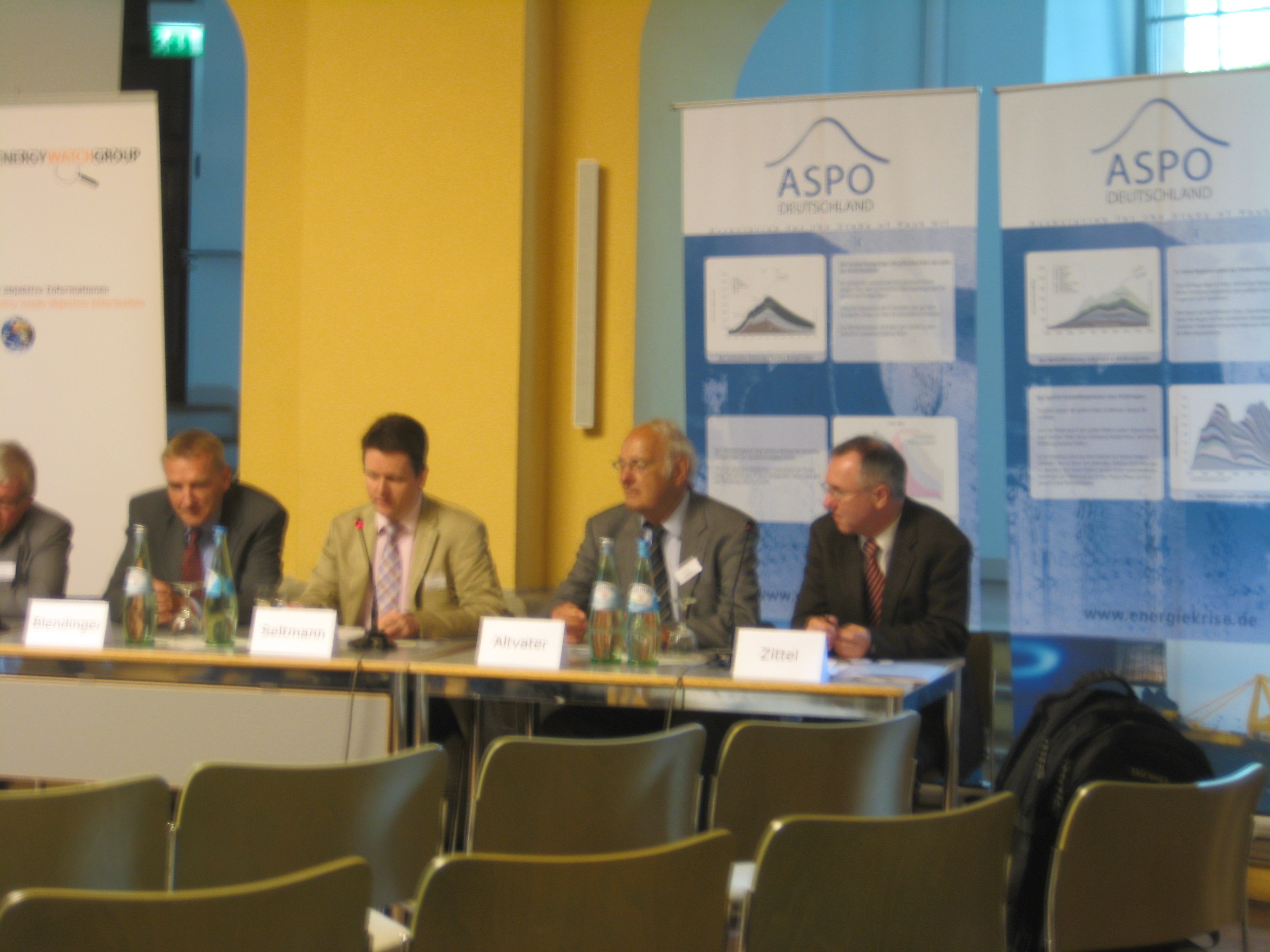
Blendinger (links) auf einer Tagung der ASPO, Mai 2010

Wolfgang Blendinger (* 1955 in Coburg) ist deutscher Geologe und war von 2000 bis zum 30. September 2019 Professor für Erdölgeologie an der Technische Universität Clausthal.

## Leben
Wolfgang Blendinger studierte Geologie und Paläontologie in Würzburg und Tübingen. In seiner Diplomarbeit 1982 und der anschließenden Promotion 1985 untersuchte er Kalk- und Dolomitmassive der Dolomiten auf Zusammensetzung und tektonische Deformationen. In den nächsten 15 Jahre arbeitete Blendinger in der Erdölindustrie, davon 7 im außereuropäischen Ausland wie Oman und Venezuela. Tätig war er in Exploration, Produktion und Forschung bei VEBA und zuletzt bei Shell.
Im Jahr 2000 wurde Blendinger durch Rektor Peter Dietz zum C4-Professor für Erdöl- und Erdgasgeologie ernannt. Am Institut für Geologie und Paläontologie der TU Clausthal beschäftigte er sich unter anderem mit der Bildung von urzeitlichen Riffen und deren petrographische Einordnung sowie der Erstellung von 3D-Modellen zur räumlichen Darstellung von Erdöl- und Erdgaslagerstätten, um Ausbeuteskonzepte in Hinblick auf Porosität und Permeabilität in Kohlenwasserstoff-Lagerstätten zu optimieren.
Blendinger war 2006 Gründungsmitglied und bis 2012 Vorsitzender der deutschen Sektion der Association of the Study of Peak Oil and Gas (ASPO). Hier beschäftigte er sich mit den Problemen des globalen Öl- und Gasfördermaximums. Die Gewinnung von Erdöl aus Ölsand, Ölschiefer und durch Bohrungen in der Tiefsee und den Polargebieten hält er für unwirtschaftlich. Zur Frage, wann das globale Ölfördermaximum erreicht sein würde, ging Blendinger im April 2006 von einem Zeitpunkt in den darauf folgenden drei Jahren aus. Peter Gerling, Experte der Bundesanstalt für Geowissenschaften und Rohstoffe (BGR), bezeichnete diese Ansicht wiederum als eher pessimistisch.
Blendinger ist zudem Liebhaber des deutschen Fachwerkbaus, weshalb er in mühevoller Arbeit einen Fachwerk-Bauernhof in seiner Heimat, der Schwäbischen Alb restaurierte.
Blendinger ist verheiratet und hat drei Kinder.